# Eleonora Kunik
Eleonora Kunik (ur. 7 kwietnia 1906 w Piaskach, obecnie część Czeladzi, zm. 4 maja 2006) – polska nauczycielka, posłanka na Sejm PRL III kadencji.

## Życiorys
Uzyskała wykształcenie średnie, z zawodu była nauczycielką i pracowała w szkole w Wolbromiu. Po wybuchu II wojny światowej wstąpiła do Armii Krajowej oraz uczestniczyła w tajnym nauczaniu. Udzielała także pomocy i swojego mieszkania dla ruchu oporu, rannych oraz ocalałych z pacyfikacji Poręby Dzierżnej. Po wojnie zatrudniona w szkole podstawowej w Starczynowie, pełniła funkcję zastępcy kierownika szkoły, której szefował jej mąż Leon. Należała do Związku Nauczycielstwa Polskiego (przez pięć kadencji kierowała strukturami ZNP w Olkuszu), Polskiego Czerwonego Krzyża, Komitetu do Walki z Gruźlicą i Ligi Kobiet. Otrzymała dyplom i herb za aktywne działanie na rzecz rozwoju miasta Bukowno. W 1961 uzyskała mandat posła na Sejm PRL w okręgu Chrzanów. W trakcie kadencji zasiadała w Komisji Spraw Wewnętrznych.
7 kwietnia 2006 roku obchodziła setne urodziny.

## Odznaczenia
- Krzyż Kawalerski Orderu Odrodzenia Polski
- Srebrny Krzyż Zasługi (1955)[4]
- Medal 10-lecia Polski Ludowej (1955)[5]
- Medal Komisji Edukacji Narodowej
- Złota Odznaka ZNP
- Złota Odznaka PCK.